# Roosna
Roosna – wieś w Estonii, w prowincji Järva, w gminie Ambla.